# マルクス・フルウィウス・フラックス (紀元前125年の執政官)
マルクス・フルウィウス・フラックス（Marcus Fulvius Flaccus、 - 紀元前121年）は共和政ローマの政治家・軍人。紀元前125年に執政官（コンスル）を務めた。グラックス兄弟の盟友で、最初期のポプラレス（民衆派）の一人である。

## 出自
フラックスはプレブス（平民）のフルウィウス氏族の出身である。フルウィウス氏族は紀元前4世紀の中頃にトゥスクルム（en）からローマに移住し、紀元前322年にはルキウス・フルウィウス・コルウスが氏族最初の執政官となっている。コグノーメン（第三名、家族名）であるフラックスは、紀元前264年に執政官を務めたマルクス・フルウィウス・フラックスから始まる。この記事のフラックスの曽祖父にあたる。祖父クィントゥス・フルウィウス・フラックスは執政官を四回務め、父マルクスは紀元前180年のトリブヌス・ミリトゥムであったが、不祥事のために元老院から追放され高位の官職にはつけなかった。叔父であるクィントゥス・フルウィウス・フラックスとルキウス・マンリウス・アキディヌス・フルウィアヌスは、紀元前179年に実の兄弟で執政官を務めている。

## 経歴
紀元前130年、ティベリウス・グラックス（グラックス兄）を引き継いで、同盟都市間の土地分配問題を解決するための公有地再編（農地法）を担当した。この政策で人気を得、紀元前125年に執政官に就任した。元老院は彼の改革を阻止するために、サリエス（en、ガリア人国家）の略奪からマッシリア（現在のマルセイユ）を防衛するよう命令し、ローマから離れさせた。フラックスはガリア・トランサルピナ（ローマから見てアルプスの反対側）のリグリア人に初めて勝利し、ローマに戻った紀元前123年には凱旋式を挙行している。
紀元前122年には護民官となり、同僚のガイウス・グラックス（グラックス弟）を支援して、農地法の復活とイタリア本土の住民に対するローマ市民権付与条件の改定を試みた。市民権問題はその後のローマの大きな政治的論点となる。また、執政官経験者が護民官となったのは、これが始めてであった。
フラックスはカルタゴの跡地に植民都市コロニア・ユノニアの建設を開始した。翌紀元前121年の護民官選挙にも立候補する。しかしオプティマテス（門閥派）は紀元前125年に提案された政策が実施されていないこと、カルタゴ植民地建設に関する疑惑、さらには小スキピオ暗殺の疑惑で攻撃し、彼もグラックスも落選した。するとフラックスはアウェンティヌスの丘で大規模な抗議運動を行った。しかし元老院は史上初のセナトゥス・コンスルトゥム・ウルティムム（元老院最終勧告）を宣言し、これに基づいて執政官ルキウス・オピミウスが武力で鎮圧、参加者多数が殺傷された。フラックスも殺された（あるいは逮捕後処刑された）。グラックスは自殺した。
プルタルコスはフラックスを生まれながらの扇動者として描写している。他方キケロは雄弁家ではあるが穏健で、さらには弁舌の徒というより文字の徒と評している。

## 子孫
フラックスには少なくとも2人の息子がいた。ローマの通例に従って、父と同じマルクスというプラエノーメン（第一名、個人名）を持っていた長男は、反乱失敗後に浴場跡あるいは工場跡に隠れていたところを発見され、処刑された。次男のクイントゥス・フルウィウス・フラックスはまだ若く、抗議運動の際に父と兄から元老院に使者として派遣されただけであったが、やはり処刑された。但し、オピミウスは死刑の方法をクイントゥス自身が選ぶことを許している。娘の一人は紀元前90年の執政官ルキウス・ユリウス・カエサルと結婚した。彼はカエサルの叔父にあたる。ルキウスの息子ルキウス・ユリウス・カエサル、即ちフラックスの外孫も紀元前64年に執政官を務めている。

## 参考資料

### 古代の資料
- ティトゥス・リウィウス『ローマ建国史』（エピトーム）
- アッピアノス『ローマ史』
- プルタルコス『対比列伝』
- マルクス・トゥッリウス・キケロ『ブルトゥスあるいは弁論家列伝』
- マルクス・トゥッリウス・キケロ『カティリナ弾劾演説』

### 研究所
- Münzer F. Fulvius // Paulys Realencyclopädie der classischen Altertumswissenschaft . - 1910. - Bd. VII, 1. - Kol. 229.
- Münzer F. Fulvius 57 // Paulys Realencyclopädie der classischen Altertumswissenschaft . - 1910. - Bd. VII, 1. - Kol. 240-241.
- Oxford Classical Dictionary